# Palacio de Justicia del Condado de Delta
El Palacio de Justicia del Condado de Delta es un edificio histórico de tres pisos en la ciudad de Cooper, en el condado de Delta, Texas (Estados Unidos). El edificio está ubicado en 200 West Dallas Avenue y funciona como el lugar de reunión del gobierno del condado. El edificio también alberga todos los registros del condado. El primer palacio de justicia del condado se construyó en 1873, en Cooper. Se construyó un palacio de justicia para reemplazar el original en 1898. Después de la Gran Depresión, la Administración de Progreso de Obras (WPA) construyó el nuevo palacio de justicia, lo que ayudó a la comunidad a crecer. El edificio se ha mantenido prácticamente inalterado desde entonces.

## Historia

### Fondo
Durante la Convención Constitucional de Texas de 1868, los delegados prestaron atención a la parte noreste del estado, especialmente a la creciente necesidad de la creación de nuevos condados en la región. En ese momento, había un total de 20 condados ubicados en la región, en comparación con los 23 en la actualidad. La convención se reunió originalmente para redactar una nueva constitución estatal, pero los miembros rápidamente intentaron cambiar el enfoque a otros temas. Durante la convención, el Comité de Condados y Límites de los Condados presentó propuestas para la creación de tres nuevos condados en la región. Se llamarían Delta, Webster y Richland. El condado de Delta fue establecido el 29 de julio de 1870 por la Duodécima Legislatura del Estado. Sin embargo, las propuestas para los condados de Webster y Richland no fueron aprobadas.

### Creación y desarrollo
Después de que se estableció el condado de Delta, celebró su primera elección el 6 de octubre de 1870. Los primeros cinco miembros de la junta de comisionados del condado fueron elegidos en la elección. Cooper se estableció como la sede del condado para el condado recién formado. Sin embargo, no se estableció un palacio de justicia para el gobierno del condado hasta 1873. Construido en la sede del condado, el palacio de justicia se construyó en la plaza del pueblo. Los veteranos confederados y de la Unión de la Guerra de Secesión plantaron nogales en la plaza alrededor del palacio de justicia, para simbolizar el final del conflicto. El edificio, que tenía dos pisos de altura, fue diseñado por los arquitectos RC Andrews y E. Blackwell, por un precio de aproximadamente 6000 dólares (equivalente a 129 600 dólares en 2021).
En 1898, la ciudad recién incorporada de Cooper aprobó una fianza de 40 000 dólares  (equivalente a 1 244 300 dólares en 2021) para comenzar la construcción de un nuevo palacio de justicia de ladrillo de tres pisos. Mientras se realizaba la construcción del nuevo palacio de justicia, el original fue destruido en un incendio. La segunda construcción finalizó en 1900.
La economía del condado de Delta se desplomó en 1926 cuando falló la cosecha local de algodón. Esta tardó en recuperarse y finalmente alcanzó un nivel estable a fines de la década de 1930. En 1940, la Works Progress Administration (WPA) comenzó a ser un actor de peso en el condada. Entre sus proyectos se encontraba la demolición del palacio de justicia existente y la construcción de uno nuevo. El nuevo palacio de justicia costó 110 450 dólares (equivalente a 2 040 300 dólares en 2021). Fue diseñado por el arquitecto Hook Smith y fue construido con un estilo arquitectónico moderno y tiene tres pisos de altura. El actual palacio de justicia se construyó dos cuadras al oeste del edificio anterior, en el sitio del antiguo Blackwell Livery Stable, que había cerrado en 1912. El sitio del antiguo palacio de justicia todavía está rodeado por los caminos de ladrillos que se construyeron para el palacio de justicia y ahora alberga una glorieta.

## Ubicación y uso
El actual palacio de justicia está ubicado en 200 West Dallas Avenue, dos cuadras al oeste del centro de la ciudad de Cooper. El edificio y su propiedad ocupan la mitad de la manzana. Limita con la carretera estatal de Texas 154 (Dallas Avenue) al sur, Bonham Avenue al norte, NW 2nd Street al este y un pequeño callejón al oeste. El palacio de justicia está ubicado un poco al sur del centro geográfico del condado de Delta. El palacio de justicia sirve como oficinas para la mayor parte del gobierno del condado, incluido el juez del condado, el tribunal de comisionados, el auditor del condado, el secretario, el alguacil y el juez de paz. El tribunal también alberga todos los registros históricos del condado.